# Peter Ludlow
Peter Ludlow (født 16. januar 1957) er en amerikansk filosof, der er bedst kendt for sit arbejde inden for sprogfilosofi og juridisk informatik.
Han er især kendt for sit tværfaglige arbejde om forholdet mellem lingvistik og filosofi, især det filosofiske fundament for Noam Chomskys generative lingvistik og grundlaget for teorien om mening i sproglig semantik. Han har arbejdet med anvendelser af analytisk sprogfilosofi inden erkendelsesteori, metafysik og logik.
Ludlow er også kendt for sit arbejde med konceptuelle spørgsmål i cyberspace, såsom juridiske spørgsmål vedrørende cyberspace, herunder lovgivning, udøvelse af autoritet og kontrol af webbaserede spil og andre virtuelle fællesskaber. Han har også skrevet om "hacktivist" kultur og relaterede fænomener som Wikileaks.
Ludlow tog sin ph.d. i filosofi ved Columbia University i 1985, med Charles Parsons som vejleder. Han er også en tidligere student af Noam Chomsky. Han har været lektor ved State University of New York at Stony Brook og professor i filosofi ved University of Michigan, University of Toronto og Northwestern University, hvor han var John Evans-professor i moralsk og intellektuell filosofi.